# Multhäupter Hammer
Der Multhäupter Hammer ist ein alter Hammer im Ringelsteiner Wald, im Stadtgebiet von Büren (Westfalen) im Kreis Paderborn (Nordrhein-Westfalen). Heute wird im Multhäupter Hammer Strom mit der Kraft der Alme erzeugt. Der Hammer liegt im Landschaftsschutzgebiet FFH-Gebiet Alme- und Afteaue.

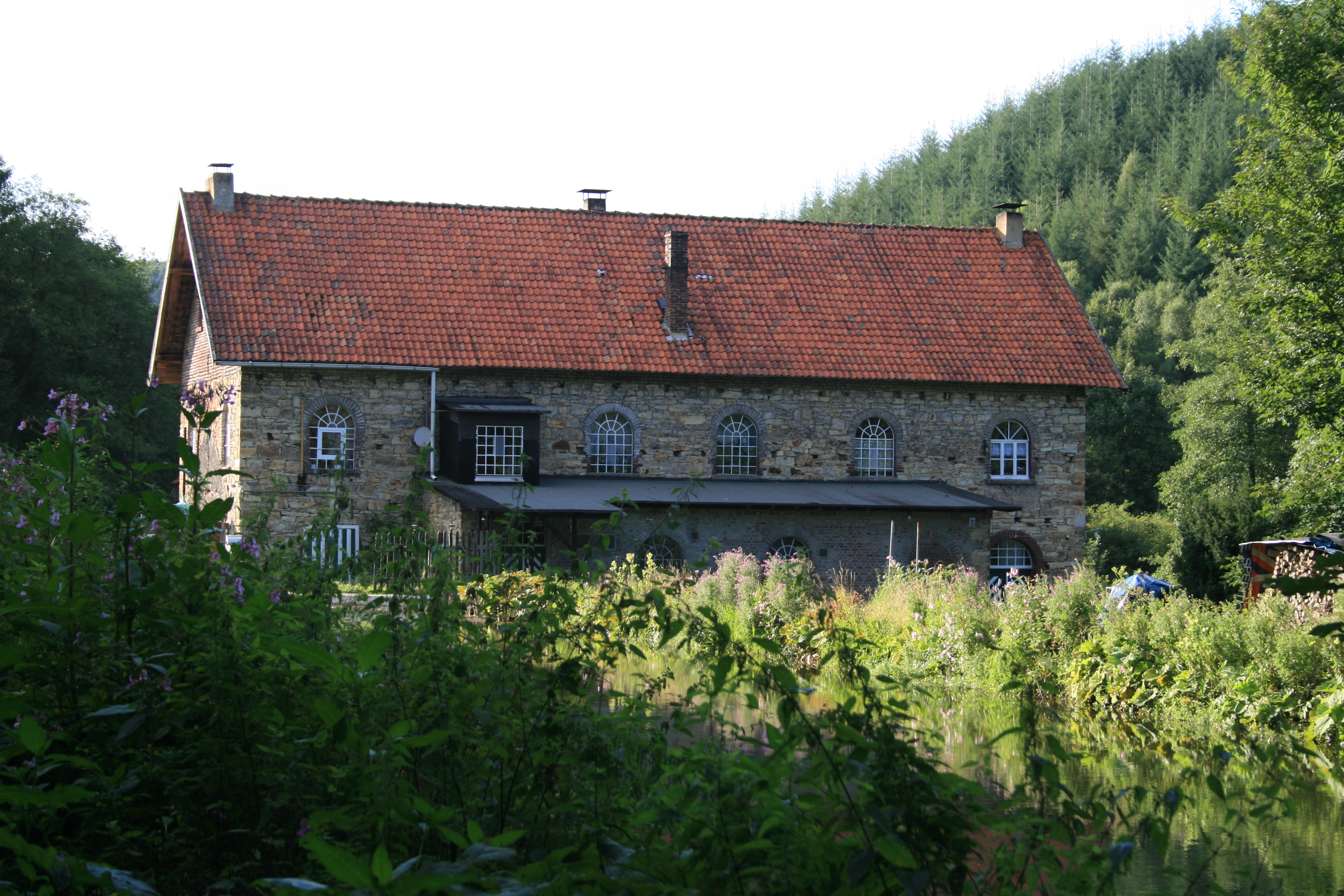
Multhäupter Hammer

## Geschichte
Nachdem im Dezember 1612 ein Orkan im Ringelsteiner Wald gewütet und viele Bäume zu Fall gebracht hatte, wurde beschlossen, das Buchen- und Eichensturmholz zu Holzkohle zu verarbeiten. 1613 wurde in Ringelstein ein Schmiedehammer errichtet, in dem die produzierte Holzkohle Verwendung fand. Wasser, das der Alme durch Seitengräben abgezweigt wurde, trieb die Hämmer an. Das in Schmelzöfen hergestellte und von Schlacke befreite Roheisen wurde hier ausgeschmiedet und zum Beispiel zu Waffen weiterverarbeitet.
Zur Zeit des Dreißigjährigen Krieges verfiel die Anlage, sie wurde 1656 von einem Unternehmer aus Holland aufgekauft. Zehn Jahre nach dem Kauf wurde der Betrieb aufgegeben. Der Hammer fiel den Jesuiten aus Büren zu. Danach gab es für lange Zeit einen Streit um die Anlage, weil sich die adligen Familien aus dem Nachbarort Alme durch mehrere zum Multhäupter Hammer gehörende Stauwehre in ihren Fischereirechten beeinträchtigt fühlten. In der Hammerschlacht wurden die Wehre von 200 Almer Bauern zerstört. Im Jahr 1669 wurde der Streit beigelegt. 
In den folgenden Jahren wurde die Produktion aufgrund von Holzmangel gedrosselt und im Jahre 1704 eingestellt. Im Siebenjährigen Krieg wurde der Multhäupter Hammer erneut zerstört. 1773 ging der Multhäupter Hammer, nach der Auflösung des Jesuitenordens, in den Besitz des Hauses Bürens über. Kurz darauf wurde mit einem Unternehmer ein Vertrag zur Errichtung eines neuen Hammers unterhalb des vorigen Standortes geschlossen. Mitte des 19. Jahrhunderts wurde das Eisengewerbe in Ringelstein eingestellt. 1881 wurde die Anlage zu einer Holzstofffabrik umgebaut. 1917 ging die Fabrik an den heutigen Besitzer Grafen von Spee über. Die im Gebäude eingerichtete Holzschleiferei gehörte zu einer Papierfabrik aus Alme.